# Šuddhódana
Král Šuddhódana byl otec buddhy Šákjamuniho. Byl panovníkem rodu Šákjů, jejichž území se nacházelo ve starověké Indii v dnešním jižním Nepálu. Šuddhódana měl dvě manželky, sestry Májádéví a Pradžápatí.
Podle tradice bylo Šuddhódanu synu předurčeno, aby se stal buď světovládcem (čakravartin) nebo velkým učencem. Šuddhódana chtěl, aby se jeho syn stal velkým panovníkem. Proto když se malý princ narodil (dostal jméno Siddhártha), zahrnul ho přepychem a snažil se ho „uchránit“ před strastmi světa. Princ však později prohlédl, odešel do bezdomoví a později se stal buddhou.